# Universitätsverlag Winter
Der Universitätsverlag Winter – auch Winter Verlag und ehemals Universitätsverlag Carl Winter oder Verlag C. Winter – firmiert seit 2002 unter dem Namen Universitätsverlag Winter GmbH Heidelberg, ist ein deutscher Fachverlag für wissenschaftliche Publikationen aus Heidelberg in Baden-Württemberg.

## Geschichte
Die Unternehmensgeschichte reicht bis ins frühe 19. Jahrhundert mit der Gründung einer vorhergehenden Buchhandlung im Jahr 1805 durch Jacob Christian Benjamin Mohr (1778–1854) und Johann Georg Zimmer (1777–1853) zurück. Die Buchhandlung firmierte durch die Erlaubnis des akademischen Rats der Universität Heidelberg unter dem Namen „Akademische Buchhandlung Mohr & Zimmer“ bis 1815. In dieser Zeit war das Verlagsprogramm durch die Verlegung der Werke der sogenannten Heidelberger Romantik geprägt, wie beispielsweise durch die Erstausgaben von Achim von Arnims Werk Des Knaben Wunderhorn. Mit Ausscheiden des Teilhabers Zimmer, trat Christian Friedrich Winter (1773–1858) an dessen Stelle in die Verlagsgeschäfte als Teilhaber ein unter der Firmierung „Akademischen Buchhandlung Mohr & Winter“. Mohr und Winter trennten sich wiederum im Jahr 1822. Winter führte hinfort seine Geschäfte allein weiter, sodass das Unternehmen in den folgenden 170 Jahren bis 1992 familiengeführt blieb. Mohr führte eigene Verlagsgeschäfte fort (siehe auch Mohr Siebeck Verlag).
1993 mussten die Brüder Otto und Carl Winter aufgrund von Schwierigkeiten der hausinternen Druckerei Insolvenz anmelden, der Verlag wurde an das Firmenkonsortium »Heidelberger Verlagsanstalt (HVA)« verkauft, im 2002 musste dann dieser Insolvenz anmelden, der Verlag wurde abermals verkauft an die Memminger MedienCentrum Druckerei und Verlags AG und im Dezember 2002 neu gegründet wurde unter dem Namen Universitätsverlag Winter. Seit September 2003 hat der Verlag seinen Sitz im Handschuhsheimer Schlösschen.
Seit dem 1. Juli 2024 leitet Christina Hünsche den Verlag.